# Justin Prentice
Justin Luke Prentice (Nashville, 25 marzo 1994) è un attore statunitense, conosciuto per il ruolo di Patrick in Diario di una nerd superstar e di Bryce Walker in Tredici.

## Carriera
È nato e cresciuto a Nashville, in Tennessee. Debutta nel 2010 in serie tv quali Melissa & Joey, Criminal Minds e The Middle.
Nel 2012 interpreta Cash Gallagher in Malibu Country.
Appare in molte serie tv note al grande pubblico come NCIS - Unità anticrimine, NCIS: New Orleans, Glee, Castle, iZombie e iCarly
Nel 2016 interpreta Patrick in Diario di una nerd superstar. Dal 2017 è Bryce Walker nella serie tv Netflix Tredici, dove veste i panni di un ricco studente del liceo, autore di violenze sessuali sulle compagne di scuola.

## Filmografia

### Televisione
- Ghost Whisperer - Presenze (Ghost Whisperer) – serie TV, episodio 2x05 (2006)
- Criminal Minds – serie TV, episodio 5x13 (2010)
- The Middle – serie TV, episodio 2x06 (2010)
- Melissa & Joey – serie TV, episodio 1x10 (2010)
- iCarly – serie TV, 2 episodi (2011)
- Suburgatory – serie TV, episodio 1x02 (2011)
- Victorious – serie TV, episodio 1x16 (2011)
- Marvin Marvin – serie TV, episodio 1x01 (2012)
- Malibu Country – serie TV, 18 episodi (2012-2013)
- NCIS - Unità anticrimine – serie TV, 2 episodi (2014)
- CSI: Cyber – serie TV, episodio 2x09 (2015)
- Castle – serie TV, episodio 8x03 (2015)
- Glee – serie TV, 2 episodi (2015)
- NCIS: New Orleans – serie TV, episodio 1x21 (2015)
- The Mindy Project – serie TV, episodio 4x06 (2015)
- iZombie – serie TV, 2 episodi (2015-2016)
- Diario di una nerd superstar – serie TV, 6 episodi (2016)
- Preacher – serie TV, 3 episodi (2017)
- Tredici – serie TV, 41 episodi (2017-2020)

## Doppiatori italiani
Nelle versioni in italiano delle opere in cui ha recitato, Justin Prentice è stato doppiato da:
- Fabrizio Valezano in Marvin Marvin
- Davide Perino in NCIS - Unità anticrimine
- Alex Polidori in Castle
- Marco Benedetti in Tredici